# Rāzna Nationalpark
Rāzna Nationalpark (lettisk: Rāznas nacionālais parks) er en nationalpark i Letgallen-regionen i Letland. Den blev etableret i 2007 og dækker et område på 532 km². Initiativet til at oprette Rāzna National Park ud af en allerede eksisterende naturpark kom fra Daugavpils Universitet.
Nationalparken blev oprettet for at beskytte søen Rāzna, der er den næststørste sø i Letland, og de omkringliggende områder. På grund af dette består 14% af nationalparkens overflade af vandoverflader. Værdifulde økosystemer - naturlige løvskove med mange sjældne plantearter findes på flere af de 26 øer i Ežezerssøen (lv).